# Адолф Фридрих фон дер Шуленбург
Адолф Фридрих фон дер Шуленбург (на немски: Adolf Friedrich Graf von der Schulenburg) е граф от род фон дер Шуленбург, генерал-лейтенант на Шуленбургския регимент в пруската войска на крал Фридрих Вилхелм I Пруски. Децата му основават „клона Шуленбург-Волфсбург“.

## Биография
Роден е на 8 декември 1685 година във Волфенбютел. Той е третият син (четвъртото дете от 10 деца) на Фридрих Ахац фон дер Шуленбург (1647 – 1701), високопоставен дворцов чиновник на херцозите на Брауншвайг, и съпругата му Маргарета Гертруд фон дер Шуленбург (1659 – 1697), дъщеря на Густав Адолф фон дер Шуленбург (1632 – 1691) и Петронела Отилия фон Швенке (1637 – 1674). Внук е на Ахац III фон дер Шуленбург (1602 – 1661) и Доротея Елизабет фон Бюлов (1612 – 1647). По-малък брат е на Кристиан Гюнтер фон дер Шуленбург (1684 – 1765).
На 16 години през 1701 г. Адолф Фридрих фон дер Шуленбург учи в Рицарската академия в Люнебург и след това следва три години в Утрехт. През 1705 г. той започва военната си кариера.
Адолф Фридрих има доверена връзка с Фридрих Вилхелм I Пруски. Адолф Фридрих е издигнат на имперски граф на 7 декември 1728 г. във Виена, заедно с брат му фрайхер Кристиан Гюнтер фон дер Шуленбург чрез император Карл VI.
Адолф Фридрих фон дер Шуленбург е убит на 56 години на 10 април 1741 г. в битката при Молвиц в Полша. Погребан е в църквата в Бетцендорф, резиденцията на род Шуленбург.

## Фамилия
Адолф Фридрих фон дер Шуленбург се жени на 25 септември 1718 г. във Волфсбург за Анна Аделхайд Катарина фон Бартенслебен (* 20 октомври 1699, Волфсбург; † 18 април 1756, Волфсбург), единствена наследница на фамилията Бартенслебен с дворец Волфсбург 1742 г., внучка на Йохан Даниел фон Бартенслебен (1633 – 1689) и Анна Аделхайд фон Велтхайм (1631 – 1706) и дъщеря на Гебхард Вернер фон Бартенслебен (1675 – 1742) и Анна Елизабет фон Боденхаузен (1678 – 1752). Те имат 15 деца:
- Магарета Луиза фон дер Шуленбург (* 31 декември 1721), омъжена 1740 г. за Абрахам Фридрих фон Арним, господар в Крьохлендорф; родители на Албрехт Хайнрих фон Арним, пруски министър на правото
- Гебхард Вернер фон дер Шуленбург (* 20 декември 1722 в дворец Волфсбург; † 25 август 1788 в дворец Волфсбург), граф, дворцов маршал при Фридрих Велики, основава „клон Волфсбург“, женен на 10 февруари 1757 г. в Харбке за София Шарлота фон Велтхайм (* 26 януари 1735, Харбке; † 13 ноември 1793, Брауншвайг)
- Каролина Вилхелмина фон дер Шуленбург (* 20 март 1724), омъжена 1748 г. за фрайхер Лудвиг Шенк фон Винтерщед (1715 – 1762), господар в Холм, държавен съвътник
- София Фридерика Шарлота фон дер Шуленбург (* 17 март 18251; † 10 юни 1772), омъжена 1754 г. за граф Георг Лудвиг I фон дер Шуленбург (* 23 юли 1719; † 30 октомври 1774), син на чичо ѝ граф Кристиан Гюнтер фон дер Шуленбург (1684 – 1765) и Хедвиг Ернестина фон Щайнберг (1692 – 1750)
- Мария Албертина фон дер Шуленбург (* 27 март 1726; † 9 юли 1793), омъжена 1746 г. за Георг Хайнрих фон Арним (1717 – 1793), господар на Вербелов; родители на Ото Албрехт фон Арним
- Фридрих Август I фон дер Шуленбург (* 25 септември 1727, Волфсбург; † 9 април 1797, Бетцендорф), граф, женен на 9 юни 1757 г. в Бургшайдунген за Хенриета фон дер Шуленбург (* 1 януари 1736; † 25 юни 1800, Бетцендорф), дъщеря на Левин Фридрих III фон дер Шуленбург (1708 – 1739) и Хенриета Елизабет фон Хеслер (1717 – 1739)
- Кристина Амалия (* 6 ноември 1732), омъжена 1753 г. за Фридрих Вилхелм фон Вицлебен (1714 – 1791), господар на Волмирщет, главен дворцов-майстер във Саксония-Вайсенфелс
- Хелена фон дер Шуленбург (* 6 октомври 1734; † 9 декември 1776), омъжена 1761 г. за Емерих Ото Август фон Есторф (* 28 октомври 1722; † 19 октомври 1796), господар на Беренсдорф и Верзен, генерал-лейтенант в Брауншвайг-Люнебург
- Йохана Аделхайд фон дер Шуленбург (* 27 ноември 1735; † 12 май 1805), омъжена за Готхелф Дитрих фон Енде (* 4 юни 1726; † 13 октомври 1798), министър в Курфюрство Хановер
- Ахац Вилхелм фон дер Шуленбург (* 28 май 1738; † 30 март 1808), женен 1762 г. за Доротея Кристина Еренгард Шенк фон Флехтинген (* 11 юни 1741; † 22 февруари 1823)
- Албрехт Лудвиг фон дер Шуленбург (* 4 април 1741; † 1784), женен за Августа фон Щамер (1751 – 1809)